# Циклоїдальний привід

Анімація циклоїдального приводу

Циклоїдний привід (циклоїдальна передача) або циклоїдний редуктор — це механізм для зменшення частоти обертання приводного вала на певне співвідношення. Циклоїдні редуктори швидкості мають відносно високі передавальні числа в компактних розмірах з дуже низьким люфтом.
Привідний вал приводить в рух ексцентричний вал з підшипником, який, у свою чергу, приводить циклоїдний редуктор у ексцентричний, циклоїдний рух. По колу на деякій відстані від центру пластини розташовані круглі отвори. У ці отвори вставлені штифти або ролики, закріплені на нижче розташованому диску. Ці штифти приводного валу безпосередньо приводять його в рух під час обертання циклоїдального диска. При цьому, радіальний рух диска не передається на привідний вал.

## Теорія функціонування

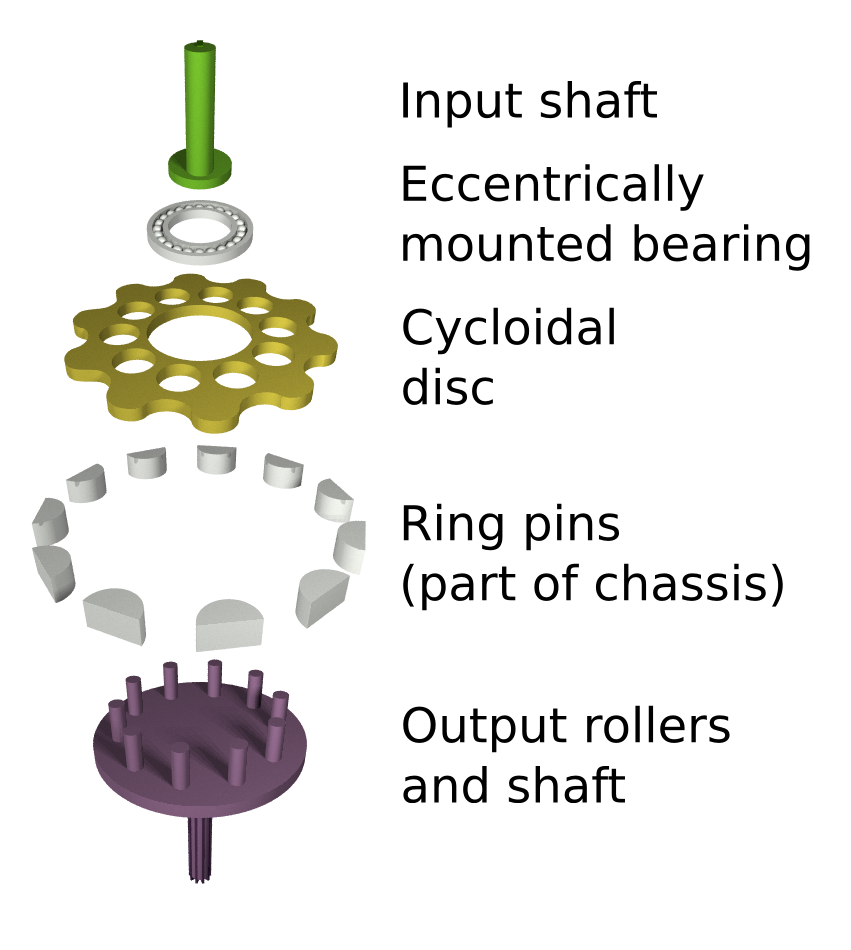
Частини механізму циклоїдального редуктора 10:1

Привідний вал встановлений ексцентрично на підшипнику кочення (як правило, циліндричному роликовому підшипнику), що змушує циклоїдний диск рухатися по колу. Циклоїдний диск незалежно обертатиметься навколо підшипника, коли його притискатимуть до вінця. Це схоже на планетарну передачу. Напрямок обертання диска та виходу протилежний до привідного вала.
Кількість цапф на зубчастому вінці більше, ніж кількість цапф на циклоїдному диску. Це змушує циклоїдний диск обертатися навколо підшипника швидше, ніж привідний вал, забезпечуючи загальне обертання в напрямку, протилежному обертанню вхідного вала.
Циклоїдний диск має отвори, які більші (на величину, що дорівнює ексцентриситету привідного вала), ніж вихідні роликові пальці, які входять в них. Привідні штифти рухатимуться в отворах, щоб досягти рівномірного обертання привідного вала від коливання циклоїдального диска.
Зубчаста передача циклоїдального приводу визначається за такою формулою, де P означає кількість виступів (зубів) на зовнішньому коронному кільці, а L — кількість виступів на циклоїдному диску.
{\displaystyle r={\frac {P-L}{L}}}
ККД одноступінчастого циклоїдального приводу наближається до 93 %, а двоступінчастого до 86 %. При цьому передатне відношення одноступінчастого циклоїдального редуктора досягає значення 119:1, двоступінчастого — 7569:1, триступінчастого — до 1 000 000:1..
Циклоїдний диск зазвичай розроблений із укороченою циклоїдою, щоб мінімізувати ексцентриситет диска та пов'язані з ним сили дисбалансу на високих швидкостях. З цієї причини два циклоїдних диски часто встановлюють зі зміщенням на 180°.
Багато сучасних прецизійних приводів забезпечують ексцентричний рух через кілька валів, які також передають вихідну силу, як правило, від 2 до 5 валів, розташованих у тій самій круговій структурі, що й вихідні ролики найпростішої конструкції. Вали приводяться в рух через планетарні шестерні центральним привідним валом. Оскільки ці вали завжди вирівняні привідними шестернями, це дозволяє передавати привідний сигнал через роликові підшипники, а не мати періодичний контакт поверхні. Завдяки планетарному приводу фактично він перетворюється на двоступеневий привід і може бути розроблений для прямого приводу високошвидкісним безщітковим двигуном. Цей тип часто використовується в робототехніки.

## Недоліки
Через ексцентричну природу приводу, якщо циклоїдний диск не збалансований другим диском або противагою, він буде генерувати вібрацію, яка поширюватиметься через привідні вали та корпус. Це збільшує знос зовнішніх зубців циклоїдного диска та підшипників компонентів. З двома дисками статичний дисбаланс виправляється, але залишається невеликий динамічний дисбаланс. Зазвичай це вважається прийнятним для більшості випадків використання циклоїдальних приводів. Щоб зменшити вібрацію, високошвидкісні приводи використовують три або більше дисків для виправлення дисбалансу; зовнішні диски рухаються в унісон, протиставляючись середньому, який вдвічі масивніший.

## Переваги
Циклоїдальні приводи можуть мати нульовий люфт і високий крутний момент, маючи при цьому компактні розміри, на відміну від евольвентних коробок передач. Вони корисні в ситуаціях, коли потрібна низька швидкість з високим крутним моментом. Циклоїдальні приводи можуть бути розроблені зі значно більшими контактними площами для їхнього розміру, ніж будь-яка зубчаста передача, така як планетарна передача. Вони застосовують силу одночасно через багато зубів, що забезпечує дуже високий крутний момент відносно розміру за рахунок необхідності ковзного контакту.